# Hoplitis lepeletieri
Hoplitis lepeletieri är en biart som först beskrevs av Pérez 1879.  Hoplitis lepeletieri ingår i släktet gnagbin, och familjen buksamlarbin. Inga underarter finns listade i Catalogue of Life.